# Даг Кристи
Даглас Дејл Кристи (енгл. Douglas Dale Christie; Сијетл, Вашингтон, 9. мај 1970) бивши је амерички кошаркаш, а садашњи кошаркашки тренер. Играо је на позцији бека. Наступао је за велики број тимова у НБА лиги, а најбоље игре пружао је у Сакраменто кингсима. У НБА лиги одиграо је укупно 15 сезона и постигао 9.301 поен (просечно 11,2 по утакмици). Током каријере важио је пре свега за одличног дефанзивног играча.

## Каријера
На НБА драфту 1992. одабрали су га Сијетл суперсоникси као 17. пика. Ипак, никад није заиграо за Сијетл, већ је у току сезоне 1992/93. почео да наступа за Лејксерсе. Године 1994. трејдован је у Њујорк никсе, где је остао до 1996. године, али без значајнијег учинка. Праву прилику добио је у Торонто репторсима, за које је наступао од 1996. до 2000. године. Постао је стандардни члан прве петорке. Најбољи учинак је имао у сезони 1997/98, када је просечно бележио 16,5 поена на 78 утакмица (на колико је био и у стартној постави).

### Сакраменто
Након тога отишао је у Сакраменто, где је играо у периоду од 2000. до 2005. године. Био је у стартној петорци са Вебером, Дивцем и Стојаковићем, док је на позицији плеја прво био Вилијамс, да би га након тога заменио Биби. Овај период је један од најбољих у историји ове франшизе. Иако су у регуларном делу сезоне чак успели да буду најбоље пласирани у читавој НБА лиги, нису могли да се домогну великог финала. Лејкерси су тих година доминирали са тандемом Коби Брајант — Шакил О’Нил и били непремостива препрека за Кингсе. Кристи је тих година нарочито добро играо у одбрани и имао главни задатак да чува најбољег противничког играча, али и његов просечни учинак је био солдиних 10 поена по мечу. Ипак, Даг Кристи је 2005. године био трејдован у Орландо, у замену за два играча.
После одласка из Сакрамента наступао је још за Орландо меџик, Далас мавериксе и Лос Анђелес клиперсе, али без значајнијег успеха и учинка. Играчку каријеру завршио је 2007. године.

## Приватни живот
Даг је ожењен са Џени, са којом има двоје деце. Године 2012. изјавио је како планира да у продукцији са својом супругом снима порно-филмове.

## Успеси

### Појединачни
- Идеални одбрамбени тим НБА — прва постава (1): 2002/03.
- Идеални одбрамбени тим НБА — друга постава (3): 2000/01, 2001/02, 2003/04.